# Agrostis propinqua
Agrostis propinqua är en gräsart som beskrevs av Surrey Wilfrid Laurance Jacobs. Agrostis propinqua ingår i släktet ven, och familjen gräs. Inga underarter finns listade i Catalogue of Life.